# Groupe de Cotswold-Severn

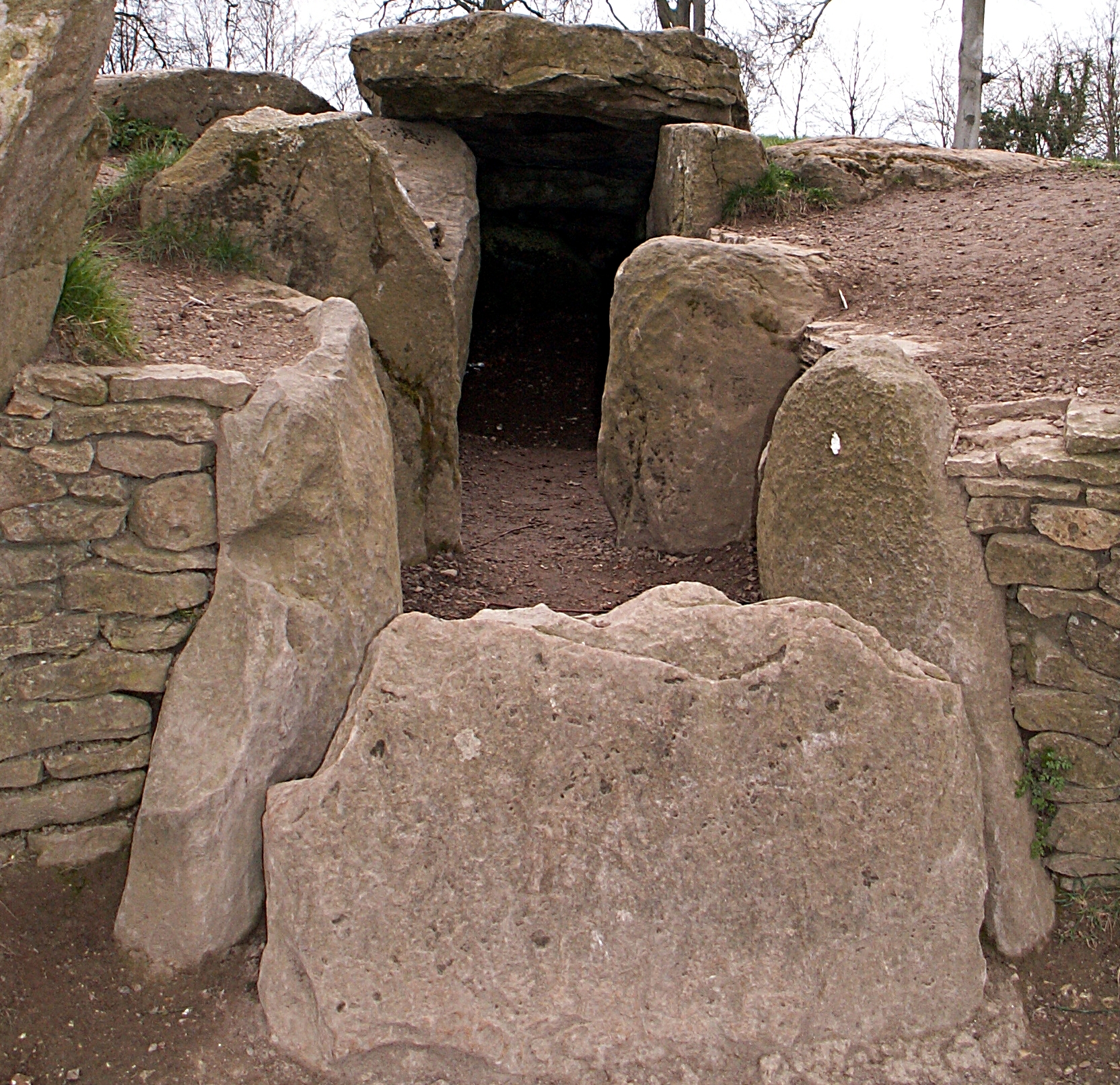
Les chambres funéraires mégalithiques du tumulus de Wayland's Smithy, Oxfordshire, Angleterre

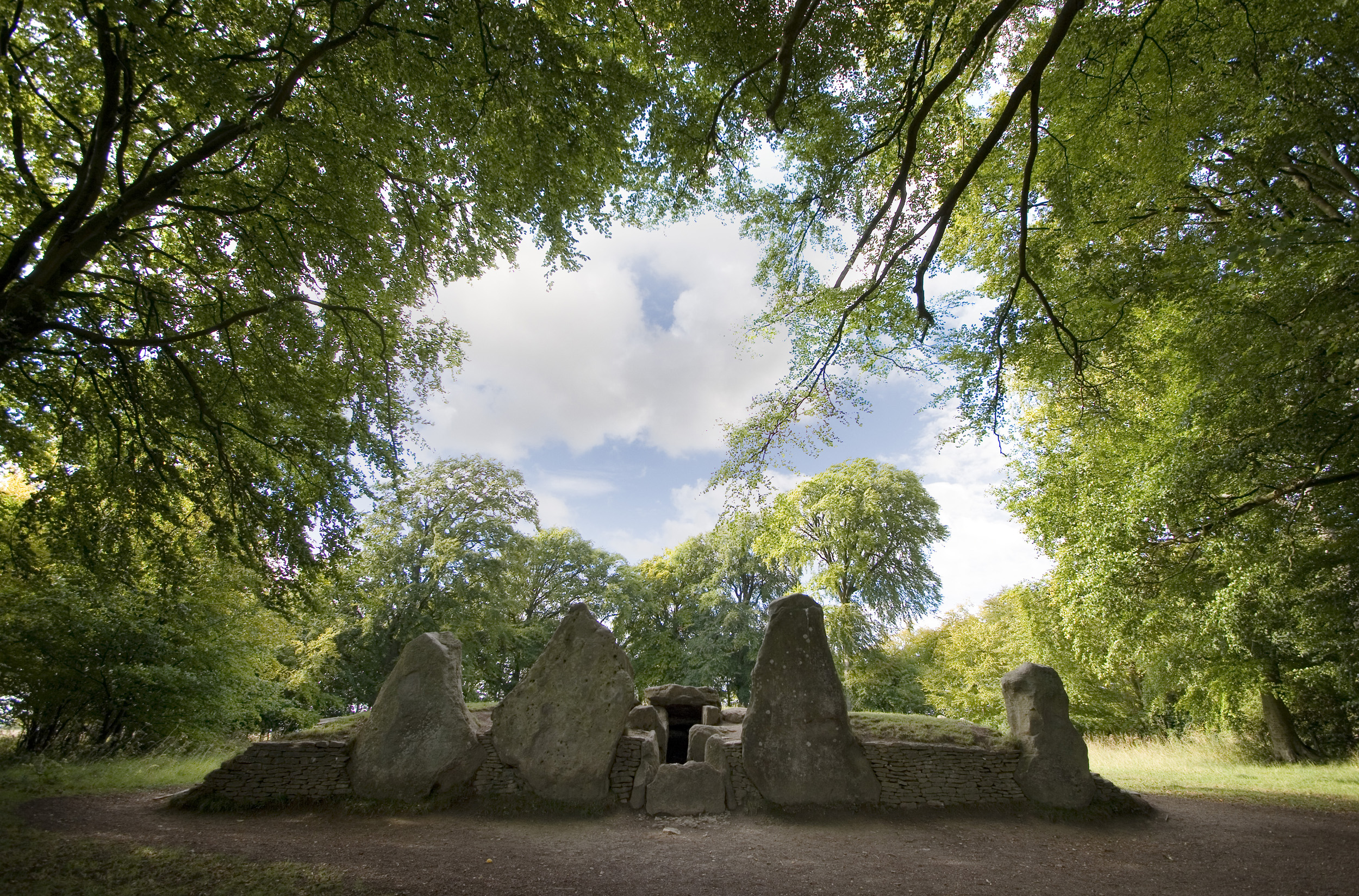
L'entrée de Wayland's Smithy, Oxfordshire

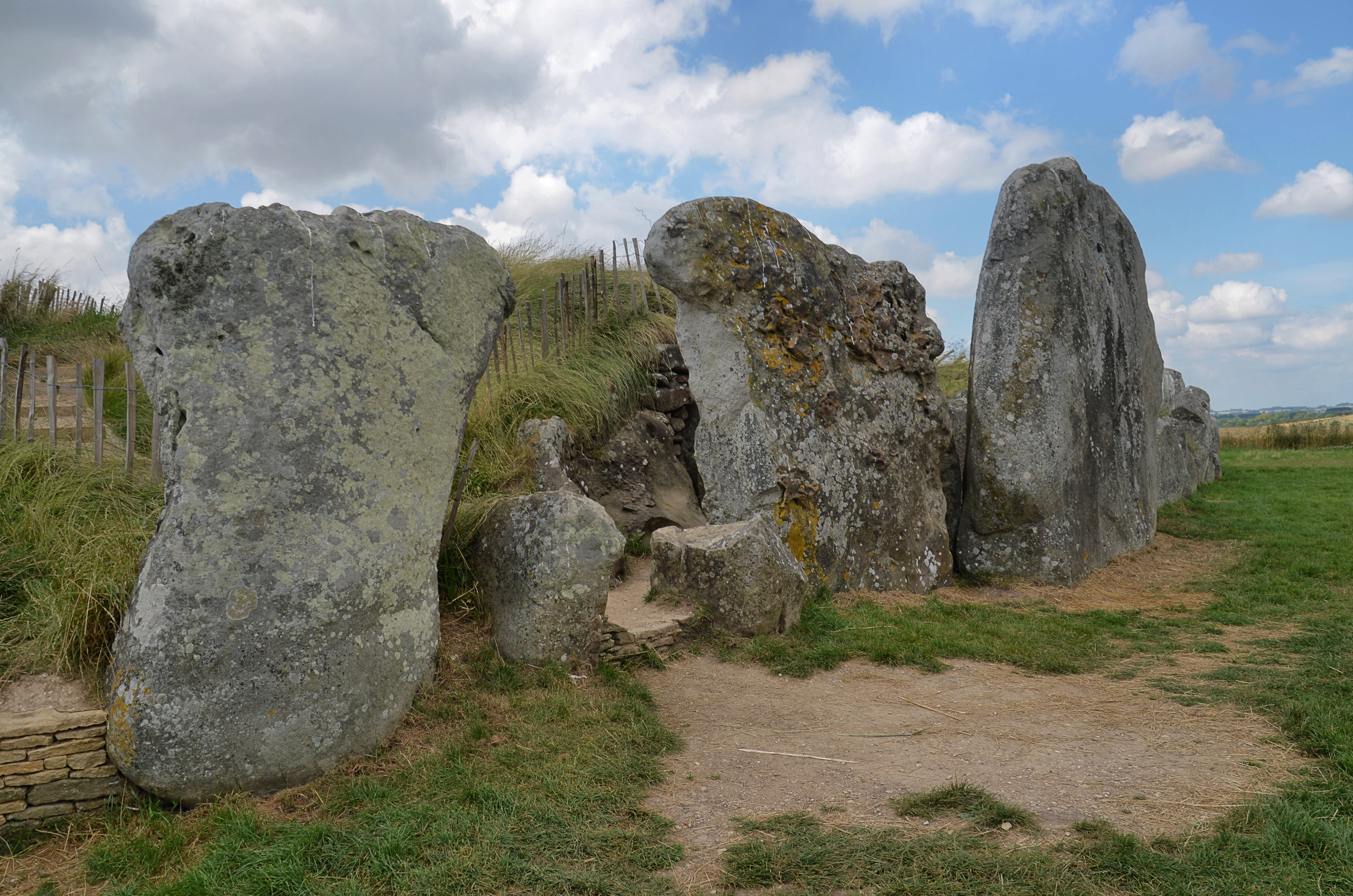
La zone avant de West Kennet Long Barrow, Wiltshire

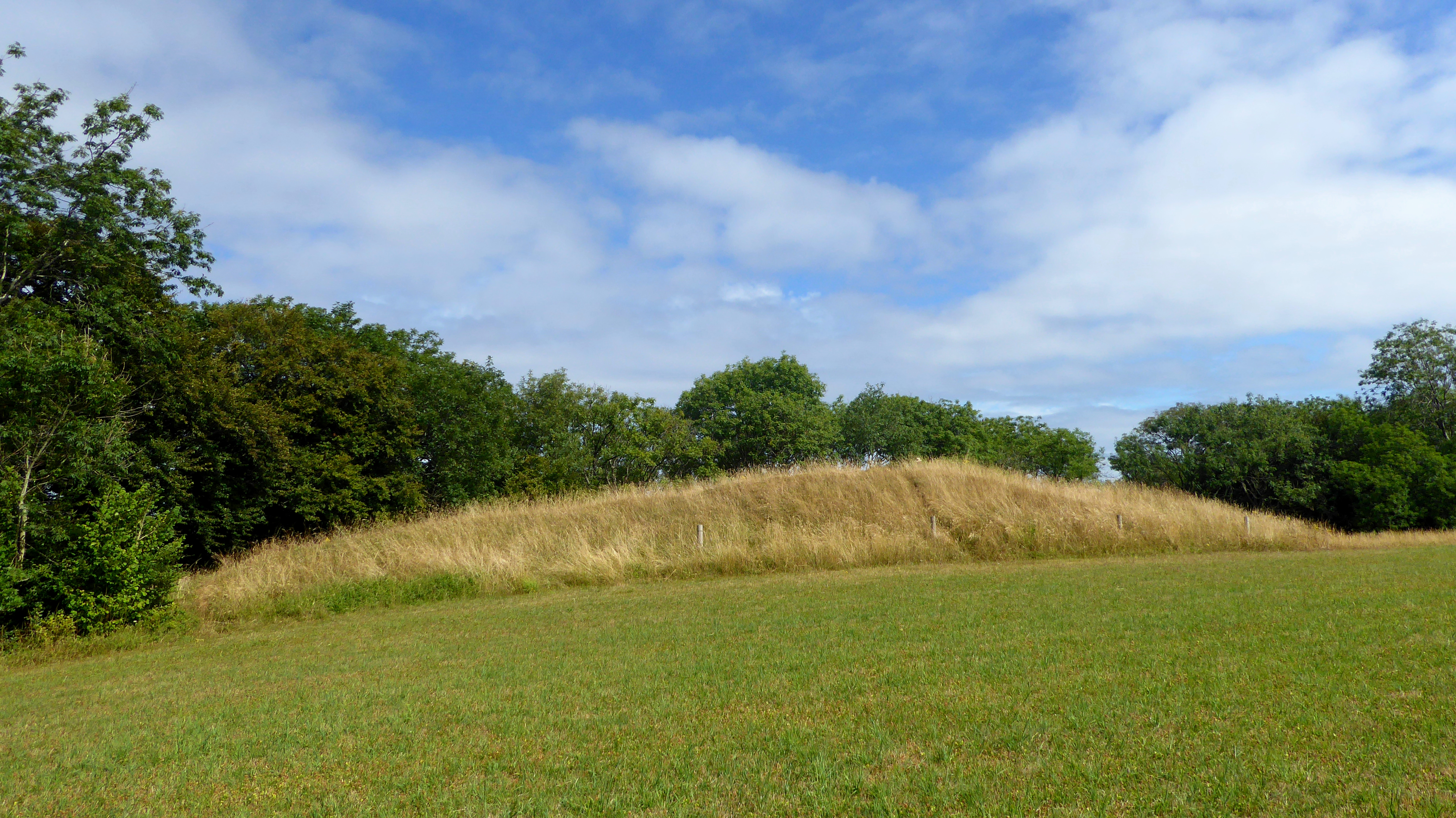
Tumulus allongé d'Uley, également connu sous le nom de "Hetty Pegler's Tump", Gloucestershire

Le groupe de Cotswold-Severn est une série de tumulus allongés édifiés au début du Néolithique dans le Sud-Ouest de la Grande-Bretagne. Environ 200 tumulus allongés ont été répertoriés dans la région de Cotswold-Severn.

## Contexte
L'appellation « groupe de Cotswold-Severn » a été introduite en 1937 par l'archéologue Glyn Daniel. Il s'agit d'un groupe régional de tumulus allongés, un type d'architecture mégalithique que l'on trouve dans toute l'Europe atlantique. Il subsiste environ 40 000 tumulus allongés remontant au Néolithique ancien à travers toute l’Europe. L'archéologue Frances Lynch les a décrits comme « les structures construites les plus anciennes d'Europe » qui aient survécu. Ils peuvent être subdivisés en groupes régionaux basés sur des différences architecturales, comme c'est le cas du groupe de Cotswold-Severn.
La tradition des tumulus allongés est née plus au sud, en Espagne, au Portugal ou dans l'ouest de la France, où les tumulus allongés ont été édifiés pour la première fois au milieu du Ve millénaire av. J.-C.. La tradition s’est ensuite répandue vers le nord, le long de la côte atlantique. Elle a atteint la Grande-Bretagne dans la première moitié du IVe millénaire av. J.-C., soit peu de temps après l'arrivée de l'agriculture, puis s'est propagée dans d'autres parties de l'Europe du Nord, arrivant par exemple dans la région des Pays-Bas dans la deuxième moitié du IVe millénaire av. J.-C.. 

## Cotswold-Severn
Sur la base d'un certain nombre de sites fouillés, Timothy Darvill a soutenu que les tumulus allongés étaient apparus assez brusquement dans la région de Cotswold-Severn, vers 3700 av. J.-C.. Leur construction a continué pendant environ 600 ans. En 2600 av. J.-C., très peu d’entre eux étaient encore en usage et beaucoup avaient été délibérément obturés.
Dans la région de Cotswold-Severn, il existe environ 200 tumulus allongés connus. Un nombre indéterminé a été détruit avant même d'avoir été répertorié. Au moins dix de ceux qui avaient été enregistrés ont depuis été détruits. Plus de 140 tumulus allongés sont connus dans la région même de Cotswold. Dans le nord du Wiltshire et dans les collines de craie du Dorset, les tumulus allongés de Cotswold-Severn côtoient la tradition des tumulus en terre que l'on trouve principalement dans l'est de l'Angleterre.